# Costantino IX Monomaco
Costantino IX Monomaco (in greco medievale Κωνσταντίνος Θ΄ Μονομάχος, Kōnstantinos IX Monomachos; Antiochia, 1000 circa – Costantinopoli, 11 gennaio 1055) è stato un imperatore bizantino dall'11 giugno 1042 fino alla sua morte.

## Biografia

### Origini
Nato nel 1000, Costantino apparteneva alla nobiltà di corte in quanto figlio di Teodosio Monomaco, importante funzionario sotto i regni di Basilio II e Costantino VIII, la cui carriera, tuttavia, era stata troncata dall'accusa di cospirazione contro la dinastia macedone.
Con l'ascesa al trono di Romano III Argiro, la posizione del giovane Costantino migliorò poiché la sua seconda moglie, Elena Scleraina, era nipote del nuovo imperatore. All'ascesa di Michele IV, Costantino si schierò con la fazione vicina alla Basilissa Zoe ma, dopo poco tempo, l'Imperatore, timoroso della vicinanza tra Zoe e Costantino, decise di esiliare quest'ultimo sull'isola di Lesbo.
Con la deposizione di Michele V il Calafato e l'ascesa al trono delle due Porfirogenite, Zoe e Teodora, Costantino fu richiamato dall'esilio e ricevette la nomina a giudice "krites" in una sconosciuta località della Grecia. In ogni caso, non raggiunse mai il suo ruolo poiché, dopo appena due mesi di regno congiunto, i rapporti la tra Zoe e Teodora peggiorarono e la stessa Zoe decise di risposarsi nuovamente onde evitare che la sorella potesse aumentare la sua presa sugli affari pubblici.
Quando Costantino Dalasseno rifiutò il matrimonio e Costantino Atroclite morì, Zoe si ricordò del cortese, raffinato ed affascinante Costantino Monomaco e decise di proporsi a lui: la coppia (22 anni di differenza) si sposò l'11 giugno del 1042 senza la partecipazione del patriarca Alessio I Studita (la legge canonica disapprovava il terzo matrimonio, specie se riguardava entrambi i coniugi) ed il giorno seguente Costantino fu incoronato Basileus avendo quali colleghi la moglie e la cognata Teodora.

### Regno

#### La rivolta di Giorgio Maniace
Colto, amante dei piaceri, generoso, ma anche dilapidatore e piuttosto sospettoso, Costantino fu influenzato pesantemente dalla amante, Maria Scleraina, nipote della sua seconda moglie, e dai famigliari di questa: continuò le epurazioni disposte dalla moglie e dalla cognata, ma, su consiglio di Romano Sclero, fratello di Maria Scleraina, dispose il licenziamento del capace generale Giorgio Maniace.
Maniace, tuttavia, non depose il comando militare, anzi si proclamò Basileus: dopo aver ottenuto l'appoggio di truppe variaghe e russe, sbarcò a Durazzo nel febbraio 1043 e mosse alla volta della Macedonia, dopodiché presso Ostrovo (Bulgaria), affrontò l'esercito bizantino fedele all'imperatore legittimo; Costantino, privo di soldati di leva e non fidandosi di reclutare mercenari che avrebbero potuto defezionare, inviò solo un esercito inferiore di numero a quella di Maniace. Agli inizi l'esercito di Maniace sembrò sul punto di vincere, poi però le sorti volsero a favore delle truppe imperiali quando lo stesso Maniace fu ferito e morì.
Subito dopo la vittoria, Costantino dovette affrontare l'assedio disposto dei soldati della Rus' di Kiev, alleata di Maniace, che furono respinti solo grazie all'uso del fuoco greco; per garantirsi la pace, l'imperatore dovette garantire nuovamente i privilegi commerciali garantiti alla Rus' e dare in sposa la propria figlia, Anastasia, al principe Vsevolod di Kiev.

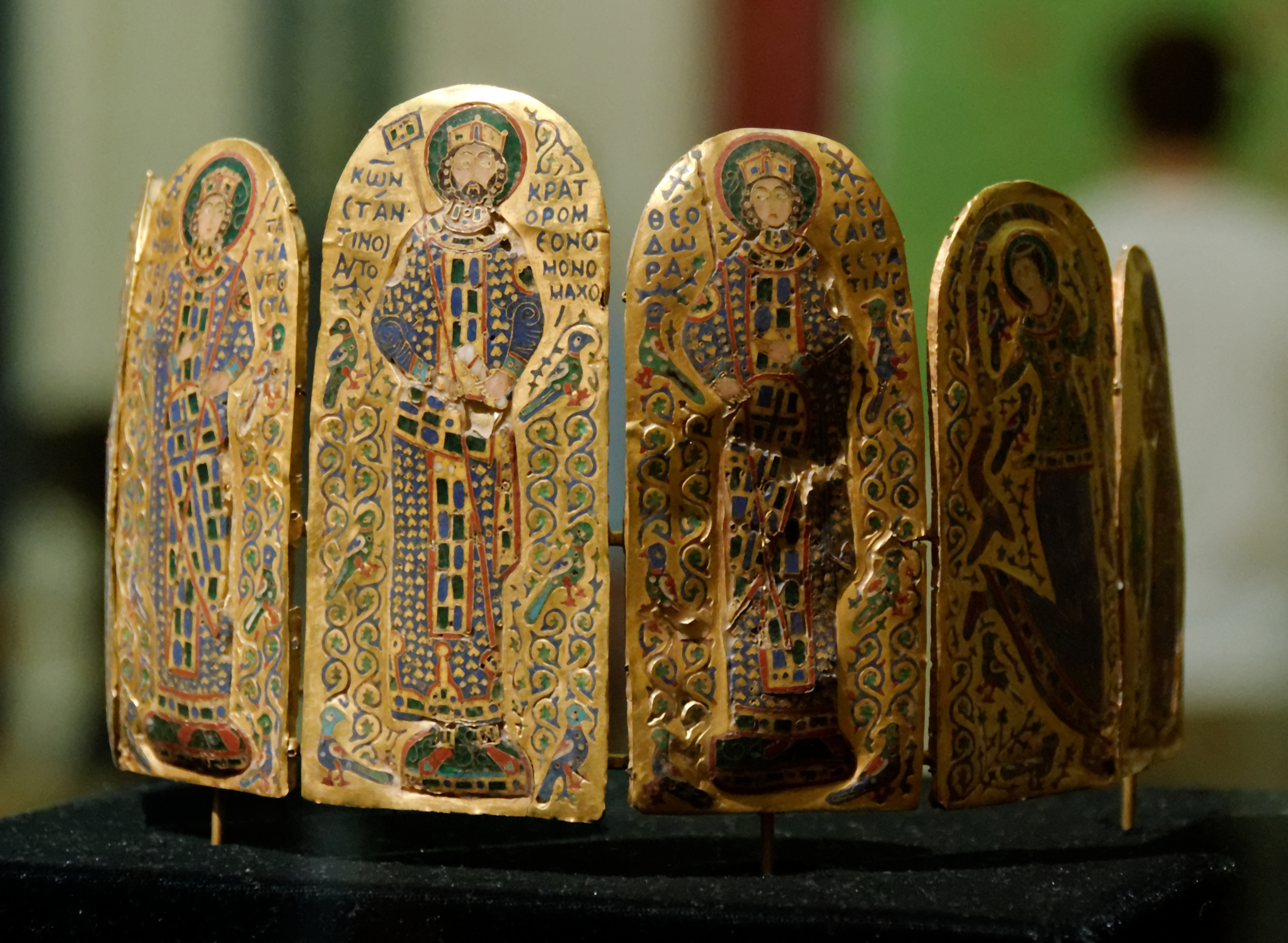
La cosiddetta Corona di Monomaco. Oltre a Costantino IX, sono rappresentate anche Zoe e Teodora, entrambe con indosso un thorakion.

Assai impopolare fu, inoltre, il trattamento privilegiato riservato a Maria Scleraina: la presenza a palazzo della donna, infatti, non solo fece storcere il naso a numerosi esponenti del clero ma irritò ed oltraggiò la popolazione della Capitale, presso la quale era estremamente alto il carisma di Zoe e di Teodora.
Infatti, nel 1044, non appena si diffusero voci secondo le quali l'amante si apprestava ad avvelenare le due imperatrici per prenderne il posto, scoppiò una rivolta: l'imperatore, mentre era in processione per le vie della capitale fu assalito dalla popolazione che, inneggiando alle due anziane Porfirogenite, reclamava la condanna a morte dell'amante; fuggito a stento dalla folla, l'imperatore si rifugiò a Palazzo che fu assediato dalla folla tumultuante che fu dispersa solo quando Zoe e Teodora, affacciandosi al balcone, affermarono di non essere affatto in pericolo di vita, riuscendo a calmare i dimostranti. La situazione si sarebbe, tuttavia, definitivamente calmata solo alla morte della stessa Scleraina, nel 1045.

#### Politica estera

L'impero bizantino nel 1045.

In politica estera, Costantino IX sostanzialmente adottò una politica pacifista per quanto, proprio durante il suo regno, la pressione delle popolazioni turche ad est, normanne e peceneghe ad ovest iniziò a rafforzarsi e a divenire una realtà costante.
Nel 1045, in ossequio ai trattati stipulati da Basilio II, annesse il regno armeno di Ani: tuttavia, tale conquista, lungi dal rappresentare un proficuo ingrandimento dell'impero, servì soltanto ad esporre ulteriormente le frontiere dell'Armenia alle migrazioni turche, specialmente perché non fu accompagnata dal rafforzamento delle guarnigioni mentre il tentativo di conversione forzata degli armeni alla religione ortodossa creò un forte dissenso locale.
Infatti, già nell'anno seguente l'esercito bizantino entrò in contatto con i Turchi selgiuchidi nella battaglia di Kapetrou che si concluse con una vittoria bizantina ma pagata a caro prezzo di vite umane; l'anno seguente fu stipulata pertanto una tregua, la quale venne ripetutamente infranta non tanto dai turchi, quanto piuttosto dai loro alleati turcomanni; gli scontri sarebbero ripresi nel 1054 quando Toghrul Beg pose d'assedio la piazzaforte di Manzicerta, venendo respinto dall'esercito di rinforzo bizantino.
Quanto ai possedimenti italiani, Costantino decise di affidarsi ad Argiro, figlio di Melo, il quale, dopo alcuni iniziali successi contro i normanni, anche grazie alla spregiudicata alleanza tra il medesimo Argiro, la nobiltà longobarda ed il pontefice, non poté fare nulla per evitare che gli eserciti pontifici e longobardi fossero sconfitti nella battaglia di Civitate, a seguito della quale i normanni ottennero il controllo di larga parte del Mezzogiorno.

#### Amministrazione e rivolte
La politica interna di Costantino IX fu segnata dalla cesura con il sistema amministrativo e fiscale che aveva caratterizzato i Macedoni e che i loro stessi epigoni, da Romano III Argiro a Michele V avevano nella sostanza mantenuto: in primo luogo l'imperatore, anziché mantenere e proteggere la piccola proprietà militare, decise di assicurarsi il favore della nobiltà e dei grandi proprietari (dynatoi) con la concessione dell'excusseia, l'immunità dal pagamento di alcune imposte (specialmente di quella fondiaria) e con l'istituzione della pronoia, la concessione usufruttuaria di fondi e terreni, con le proprietà ed i contadini (paroikoi) che li abitavano, in cambio del servizio di militare dell'usufruttuario e di un numero di soldati proporzionato all'estensione del fondo; tali espedienti, però, segnarono l'inizio del processo di disgregazione della piccola proprietà contadina e del sistema amministrativo-militare dei temi.
Oltre alla nobiltà, fu assai prodigo anche con il clero: infatti, nel 1045, emanò un editto che, pur imponendo una tassa a carico dei monasteri, sancì che i fondi da loro posseduti non potessero essere né comprati né venduti e li esentò dal sostenere gli eserciti ospitati nelle loro terre; pertanto, a seguito di questo editto, le famiglie nobili o molto ricche preferirono costruirsi un monastero per garantirsi una base economica molto sicura.

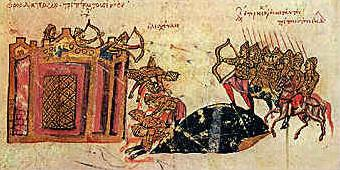
Leone Tornicio attacca Costantinopoli (miniatura dallo Scilitze di Madrid)

Nonostante le concessioni alla nobiltà, il regno di Costantino IX dovette affrontare una pericolosa rivolta capeggiata da un nipote dell'imperatore stesso, Leone Tornicio. Costui infatti, rimosso dal comando militare a seguito dei sospetti di corte, nel 1047, si ribellò ad Adrianopoli, ottenne il supporto dell'intera Tracia e di gran parte dei Balcani e tentò perfino di assediare la capitale, venendo però respinto dalle fortificazioni e dal fuoco greco; la rivolta si concluse l'anno seguente ma solo perché il suo promotore morì nel tentativo di assediare una piazzaforte in Tracia ancor fedele a Costantino.
La rivolta di Tornicio, sebbene rientrata, ebbe quale conseguenza ulteriore l'indebolimento del sistema difensivo del Danubio che cedette di fronte alle pressioni militari dei Peceneghi i quali per oltre cinque anni intrapresero continue e profonde spedizioni all'interno della Bulgaria bizantina; Costantino IX, incapace di mantenere la frontiera, escogitò un rimedio ancor peggiore del male stesso poiché, con numerosi donativi, stipulò una tregua per mano della quale autorizzava i coloni peceneghi a stanziarsi nei pressi del confine danubiano, rendendo ancor più debole il controllo bizantino su quelle regioni.

#### Mecenatismo
Costantino IX fu un attivo e generoso mecenate delle arti e della letteratura: nel 1046, espanse l'Università di Costantinopoli creando le facoltà di legge e filosofia, si circondò di uomini di cultura, tra i quali si annoverano Michele Psello, Giovanni Xifilino e Costantino Licude, ed intraprese una prolifica, sebbene dispendiosa, attività edilizia.
Della sua opera edilizia si ricorda la ricostruzione ed il restauro della Basilica del Santo Sepolcro a Gerusalemme, nonché di numerosi altri luoghi di culto in Siria e Palestina, opere conseguite in particolare grazie al trattato di pace e alle relazioni amichevoli tra l'imperatore ed i Fatimidi d'Egitto

### Lo scisma e la morte
Nel 1054, quando ormai le condizioni di salute dell'imperatore iniziavano a peggiorare, scoppiò lo Scisma tra la chiesa greco-ortodossa e quella cattolica: in quell'anno, infatti, le dispute sulla giurisdizione del patriarcato di Costantinopoli e sul ruolo del Pontefice al vertice della chiesa, unito a questioni dogmatiche, crearono una forte polemica tra Papa Leone IX ed il Patriarca Michele I Cerulario: il tentativo di Costantino IX di mediare fu sostanzialmente respinto e così i legato pontifici disposero una scomunica contro il patriarca, il quale replicò allo stesso modo.
Stressato e colpito dalla gotta, l'imperatore morì, dopo una breve malattia, l'11 gennaio del 1055: in punto di morte, persuaso da alcuni suoi cortigiani, cercò di perorare la successione del Duca di Bulgaria Niceforo Proteuon ma la cognata Teodora ormai ultima della Casata Macedone a seguito della morte di Zoe, avvenuta cinque anni prima, appena seppe le notizie, tornò a corte, ed assunse direttamente il trono ed il governo.
Complessivamente il regno di Costantino IX fu disastroso: i provvedimenti amministrativi e fiscali, indebolendo la piccola proprietà terriera, provocarono non solo la riduzione del numero degli stratioti ma anche un forte rafforzamento del potere dei dynatoi, inoltre, l'aumento delle spese di corte e di quelle edilizie, a scapito di quelle militari, contribuì non poco all'indebolimento dell'esercito bizantino ed alla perdita dell'Asia Minore ai Turchi dopo la Battaglia di Manzicerta.

## Famiglia
Costantino si sposò tre volte:
- l'identità della prima moglie è sconosciuta;
- Elena Scleraina, figlia di Basilio Sclero, nipote del basileus Romano III;
- Zoe, basilissa: grazie a questo matrimonio Costantino divenne imperatore.

Dopo la morte della sua seconda moglie, Costantino ebbe come amante la cugina della defunta moglie, Maria Scleraina. Costantino non ebbe figli né dalla prima moglie né dall'ultima (con questa a causa dell'età avanzata di entrambi i coniugi) mentre dalla seconda moglie (o dall'amante) ebbe una figlia, Anastasia Monomachina; Anastasia sposò nel 1046 Vsevolod di Kiev, che assunse il cognome della famiglia di Costantino, Monomaco ('colui che combatte da solo'), da cui prese nome anche il nipote Vladimir II di Kiev.